# Jean II Orsini
Pour les articles homonymes, voir Orsini.
Jean ou Giovanni II Orsini (en grec: Ἰωάννης Κομνηνός Δούκας, Iōannēs Komnēnos Doukas), fut despote d'épire de 1323 à sa mort ainsi que comte de Céphalonie de 1323 à 1324.

## Biographie
Jean ou Giovanni II Orsini était le fils du comte Jean Ier Orsini de Céphalonie et de Marie (fille de Nicéphore Ier Comnène Doukas). Son frère aîné, Niccolò Orsini devint lui-même despote d'Épire de 1318 à 1323 à la suite de l'assassinat de Thomas Doukas. C'est en 1323 que Jean prend les armes contre son frère, le tue et réunit au sein d'une même couronne le comté de Céphalonie et l'Épire.
En 1325, Jean de Durazzo (au service de Charles II de Naples), confisque Céphalonie et Zante aux Orsini, le gouverneur de Céphalonie ayant refusé de l'accueillir au cours de son voyage vers l'Achaïe. Cependant, Jean reçoit d'Andronic II Paléologue le droit de régner sur l'Épire mais il doit reconnaître la suzeraineté byzantine. Il épouse à une date inconnue Anne Paléologue, fille de Démétrios Doukas, lui-même petit-fils de Michel II Doukas. À l'instar de son frère, Giovanni rejoint l'Église orthodoxe et se voit attribuer le titre de despote par l'empereur byzantin.
En 1331, Jean est attaqué par Gautier VI de Brienne, duc titulaire d'Athènes et beau-fils de l'angevin Philippe Ier de Tarente. Alors que Gautier assiège Arta, Jean est forcé de reconnaître la suzeraineté angevine et cède Leucade et Vonitsa à Gauthier. Cependant, alors que Gautier venait de repartir pour l'Italie, Jean rassemble ses forces pour envahir et annexer la Thessalie, tombée dans l'anarchie après la mort d'Etienne Gabrielopoulos. Le succès de Jean Orsini provoque la réaction immédiate d'Andronic qui affirme son contrôle sur la partie orientale de la région.
Jean meurt subitement au début de 1337, peut-être empoisonné par sa femme,.

## Famille
Par sa femme, Anne, Giovanni Orsini eut deux enfants:
- Nicéphore II Orsini qui lui succéda à la tête de l'Épire;
- Thomais ou Thomasse Orsini qui épousa Simeon Nemanjić, empereur des serbes et des grecs qui succéda à Nicéphore à la tête de l'Épire en 1359.